# Pro Dia Nascer Feliz (documentário)
Pro Dia Nascer Feliz é um documentário brasileiro de 2006, sendo o segundo longa-metragem do diretor João Jardim.
O documentário aborda o sistema educacional brasileiro, descrevendo realidades escolares de diferentes contextos sociais, econômicos e culturais a partir de diversos olhares sobre as realidades que constituem a estrutura educacional seja do ponto de vista da instituição, do aluno, do professor e da família. Foram ouvidos diversos alunos e professores, desde uma escola pública em condições precárias no sertão nordestino, a uma luxuosa escola particular, no Alto de Pinheiros, em São Paulo.

## Produção
As filmagens do documentário foram feitas entre abril de 2004 e outubro de 2005.
As escolas visitadas para as filmagens foram:
1. Escola Maria Alzira de Oliveira Jorge, Manari, Pernambuco.
2. Escola Coronel Manoel de Souza Neto, Manari, Pernambuco.
3. Escola Antonio Guilherme Dias de Lima, Inajá, Pernambuco.
4. Colégio Estadual Guadalajara, Duque de Caxias, Rio de Janeiro.
5. Colégio Santo Inácio, Botafogo, Rio de Janeiro.
6. Escola Estadual Levi Carneiro, São Paulo, São Paulo.
7. Escola Estadual Parque Piratininga II, Itaquaquecetuba, São Paulo.
8. Colégio Santa Cruz, São Paulo, São Paulo.

## Prêmios
| Ano  | Prêmio/Festival     | Categoria                 | Resultado |
| ---- | ------------------- | ------------------------- | --------- |
| 2006 | Festival de Gramado | Prêmio Especial do Júri   | Venceu    |
| 2006 | Festival de Gramado | Melhor Filme Júri Popular | Venceu    |
| 2006 | Festival de Gramado | Melhor Música             | Venceu    |